# Аріанта
Аріанта (Arianta) — середнього розміру рід європейських сухопутних равликів, наземних легеневих черевоногих молюсків родини Helicidae. Види равликів цього роду виготовляють і використовують вапняні любовні дротики.

## Види
- Arianta aethyops (Bielz, 1851)
- Arianta arbustorum (Linnaeus, 1758)
- Arianta chamaeleon (Pfeiffer, 1868)
- Arianta frangepanii (Kormos, 1906)
- Arianta hessei (M. Kimakowicz, 1883)
- Arianta picea (Rossmässler, 1837)
- Arianta schmidtii (Rossmässler, 1836)
- Arianta stenzii (Rossmässler, 1835)
- Arianta xatartii (Farines, 1834)